# ريطة بنت السفاح
رَيْطَة بنتُ عَبدُ الله السَّفَّاح، (ولدت 751 وتوفت في ثمانينيَّات عقد 780) هي أميرة عَبَّاسيَّة وابنةُ مُؤسِّس الخِلافة اَلعَبَّاسيَّة أبو العَبَّاس عَبدُ الله السَّفاح والزوجة الأولى للخليفة العباسي الثالث مُحَمَّد المهديُّ.

## سيرة شخصية
تَكون رَيْطَة بنتُ عَبدُ الله بنُ مُحَمَّد بنُ عَليّ بن عَبدِ الله بن اَلعَبَّاس بنُ عَبدَ اَلمُطَّلِب اَلهاشميَّة اَلقُرَشيَّة، ووالدتها هي أم سَلامة بنت يعقوب المَخزوميَّة القُرَشيَّة والدها أول خليفة عباسي حيث حكم لمدة أربعة أعوام من 750 إلى 754.
وُلدت رَيطة عام 751 أو 753 وذلك خِلال حُكم والِدها، لدى رَيطة أخ أكبر من أُمِّها وهو سعيد بن مسلمة من زوج والدتها الأول الأمير الأموي مسلمة بن هشام بن عبد الملك وقد كان سعيد حفيد الخليفة الأموي هشام بنُ عَبد الملك. أصبح سعيد ناقلًا شفهياً للتقاليد التاريخية في أوائل العصر العباسي.
كانت رَيطة صغيرة جداً حينما توفي والدها في 754، تولَّى عَمِّها أبو جَعْفَر اَلمَنصُور، أخ السفاح من والِدِه، مسؤولية إقامة الخلافة العباسية النَّاشئة حديثاً وذلِكَ بالإحتفاظ بالسلطة قرابة واحد وعشرين عاماً من (754-775 م).
في عام 761، تزوج الأمير العباسي مُحَمَّد المَهديّ من رَيطة لتكون زوجته الأولى بعد عودته من خراسان. وقد أنجبت ولدين هُما عبيد الله وعلي.
ظلت رَيْطة الزوجة صاحِبَة التأثير للمهدي حتى زواجه من الخَيزَران بنت عطا وهي امرأة عربيَّة من أصل يمني ولدت في الحجاز، حيث أقنعت الخَيزَران المهديّ بعَتقِها والزواج منها، لتَحرُم بذلِكَ رَيْطَة من امتيازاتها، كما أقنعته بتوجيه وراثة العرش مِن بَعده إلى أبنائها وهُم مُوسى الهادي وهارون الرشيد، فكانت زوجة الخليفة منذ ذلك الحين الأكثر نفوذاً.

## العائلة
رَيطْة على صلة وقَرابة بالسلالة العباسية، كما كانت معاصرة للعديد من الخُلُفاء العباسيين والأمراء والأميرات العباسيين.
| لا. | فرد من العائلة      | علاقة            |
| --- | ------------------- | ---------------- |
| 1   | السفاح              | أب               |
| 2   | المنصور             | العم ووالد زَوجها |
| 3   | المهدي              | الزوج            |
| 4   | الهادي              | ابن الزوج        |
| 5   | هارون الرشيد        | ابن الزوج        |
| 6   | عبيد الله بن المهدي | الابن الأكبر     |
| 7   | علي بن المهدي       | الابن الثاني     |
| 8   | عباسة بنت المهدي    | ابنة زوجة        |
| 9   | علية بنت المهدي     | ابنة زوجة        |
| 10  | ابراهيم بن المهدي   | ابن الزوج        |
| 11  | منصور بن المهدي     | ابن الزوج        |
| 12  | عبدالله بن المهدي   | ابن الزوج        |
| 13  | عيسى بن المهدي      | ابن الزوج        |
| 14  | بنوقة بنت المهدي    | ابنة زوجة        |
| 15  | زبيدة بنت جعفر      | ابنة الأخت       |
| 16  | سعيد بن مسلمة       | أخ غير شقيق لأم  |